# Christian Olde Wolbers
 (janvier 2025).
Si vous disposez d'ouvrages ou d'articles de référence ou si vous connaissez des sites web de qualité traitant du thème abordé ici, merci de compléter l'article en donnant les références utiles à sa vérifiabilité et en les liant à la section « Notes et références ».
Christian Francis Olde Wolbers, né le 5 août 1972 à Anvers, est un musicien, auteur-compositeur-interprète et producteur belge reconnu dans le milieu des musiques metal et hardcore. Sa carrière musicale se caractérise par des contributions significatives à plusieurs formations emblématiques : bassiste et choriste du groupe Powerflo (rap metal/nu metal), bassiste du groupe Vio-lence (thrash metal), et ancien membre de Fear Factory (metal industriel) et Beowülf (punk hardcore/thrash crossover), où il a occupé successivement les rôles de bassiste, guitariste et choriste.